# Berthold Aichelburg
Berthold hrabě z a na Aichelburgu (1823 - 1861) pocházel ze šlechtického rodu Aichelburgů.

## Život
Berthold Maria Johann Anton Franz Daniel, hrabě z Aichelburgu od roku 1829 žil s rodiči v Horním Maršově, byl ze 16 dětí. Po smrti matky dostal vychovatele Karla Helschera, který byl současně i učitelem. Zkoušky skládal na gymnáziu v Jičíně. Od roku 1836 studoval v Praze na univerzitě práva, kde v roce 1843 nesložil zkoušky. V roce 1845 vstoupil do armády k c. k. dragounskému pluku číslo 1 arciknížete Jana. Armádu opustil v roce 1847 v hodnosti podporučíka a ve stejném roce převzal od otce správu panství Maršov. V roce 1848 zařídil v Maršově c. k. okresní soud. Roku 1856 zadal stavbu celnice v Horní Malé Úpě na hranicích s Pruskem. Roku 1859 otevřel v Maršově pilu a ve stejném roce započal se stavbou přádelny v Temném Dole a zprovozněna byla v roce 1861. V témže roce spáchal sebevraždu pistolí darovanou jeho chotí, po hádce kvůli jeho zálibě v ochotnickému divadlu.